# Michael Cherry
Michael Cherry (Nova Iorque, 23 de março de 1995) é um atleta estadunidense, campeão olímpico.
Nos Jogos Olímpicos de Verão de 2020, conquistou a medalha de ouro na prova de revezamento 4x400 metros masculino com o tempo de 2:55.70 minutos, ao lado de Michael Norman, Bryce Deadmon, Rai Benjamin, Vernon Norwood, Randolph Ross e Trevor Stewart.